# Guy Féquant
Guy Féquant, né en 1949 à Barby dans les Ardennes, est un enseignant d'histoire-géographie et écrivain français.

## Biographie
Guy Féquant naît dans la Champagne ardennaise, aux environs de Rethel où il enseigne longtemps. Issu de la paysannerie, et petit-fils de l'un des derniers bergers de la région, à une époque qui voit l'élevage ovin supplanté par les grandes cultures dans le sud des Ardennes, Guy Féquant garde un attachement aux paysages et aux traditions de sa terre natale. Il exprime cet enracinement dans ses ouvrages, notamment dans son premier récit, publié en 1986, Le Ciel des bergers, remarqué par Marguerite Yourcenar.
La défense du terroir est aussi passée pour Guy Féquant par un engagement écologiste : il participe en 1975 à la création de l'association Nature et Avenir. Son désaccord avec l'installation d'éoliennes dans le rethelois l'amène à quitter l'association en 2010.
L'écrivain François George le qualifie de « théologien hellénisant », de « Philon d'Alexandrie né dans une ferme du Porcien qui, ayant écrit une devise de l’Évangile en caractères grecs sur sa voiture passait pour un musulman ». Il consacre un essai, en 1986 à Saint-John Perse, et participe à des revues très diverses, dont Le Courrier de la Nature, le Bulletin de la Société d'histoire naturelle des Ardennes, Terres Ardennaises, L'Échaudure, Antaios, etc..
Odinsey est un roman publié en 1988 et consacré à une île imaginaire, noyée dans les brumes scandinaves, à la lisière du Moyen Âge. Sous la plume de Guy Féquant, ce territoire vit des soubresauts intellectuels et politiques annonçant l'avènement de la modernité. Une nouvelle œuvre, le Jaseur boréal, n'est pas consacré à l'oiseau du même nom, mais constitue un roman historique aux multiples facettes, dont le héros, issu de l'Allemagne du haut Moyen Âge, participe à l'aventure des Vikings, jusqu'au Groenland et à la découverte de l'Amérique avec le fils d'Eric le Rouge, Leif Ericson.
En 1995, il publie un journal ornithologique baptisé L'Aigle pêcheur, qui est loin de se limiter à ce seul oiseau. Refusant d'être étiqueté écrivain régionaliste, il quitte un moment les Ardennes, pour l'île de La Réunion, enseignant à Saint-Denis de La Réunion, au lycée Brassens et à l'Université de l'Océan Indien.
En 2012, son nouvel ouvrage, Les Blancs Chemins, est le récit d'un périple à pied de quatre cents kilomètres, de Berméricourt en Ardennes aux sources de la Marne et de l'Aube, à travers la Champagne et la Bourgogne.

## Œuvre
- 1986 : Le Ciel des bergers, récit, éditions La Manufacture (réédition en 1992)
- 1986 : Saint-John Perse, qui êtes-vous ?, essai, éditions La Manufacture
- 1988 : Odinsey, roman, éditions La Manufacture
- 1989 : Le Jaseur boréal, roman, éditions La Manufacture
- 1992 : La Lampe d'argile : carnet d'un marcheur, poèmes et textes brefs, éditions La Manufacture  (ISBN 2737703050)  (réédition en 2014 aux Éditions Arch'Libris)
- 1995 : L’Aigle pêcheur, ouvrage ornithologique, éditions Quorum  (ISBN 2-930014-61-X)
- 2001 : Le Blé et l’Alouette (en collaboration avec le photographe ardennais Jean-Marie Lecomte)
- 2012 : Les Blancs Chemins, éditions Noires Terres (avec des photographies de Jean-Marie Lecomte)  (ISBN 9782915148503)
- 2014 : Plume, éditions Noires Terres  (ISBN 9782915148718)
- 2016 : Albane, éditions Anfortas  (ISBN 9782375220092)
- 2018 : Le passant du soir, éditions Anfortas  (ISBN 9782375220658)
- 2020 : Carnets nomades, éditions Anfortas  (ISBN 9782375221006)